# Convento de San Pablo (Palencia)
El Convento de San Pablo, situado en la plaza homónima de la ciudad de Palencia (Castilla y León, España), es una casa religiosa de la Orden de los Dominicos, fundada por santo Domingo de Guzmán en el siglo XIII, si bien la iglesia conventual que ha llegado a nuestros días fue erigida posteriormente, entre los siglos XIV y XVI, en estilo gótico. 
El antiguo convento sigue vinculado a los Dominicos, que tienen su residencia en un edificio anejo, mientras que la iglesia celebra culto regular como parroquia.

## Historia
El convento, dedicado al apóstol san Pablo, fue fundado por el Santo burgalés con apoyo episcopal en 1219 o 1220, poco antes de su fallecimiento en 1221; figura, por tanto, entre los más antiguos de la Orden de Predicadores. Entre 1184 y 1198 Domingo de Guzmán había sido estudiante y profesor en la Universidad de Palencia, y su casa, derribada en 1892, se levantaba en la misma plaza de San Pablo. En el mismo siglo XIII tomaron el hábito y desarrollaron su vida religiosa en este convento los dominicos Gil de Santarem y Pedro González Telmo, entre otros. 
El convento brindó la sede de las Cortes Generales de Castilla en tres ocasiones: en 1296 la reina regente María de Molina las convocó para garantizar el trono a favor de su hijo, Fernando IV, y en 1313. El Capítulo General de la Orden de Predicadores también se celebró en este lugar. San Pablo gozó de la protección de monarcas como Sancho III, Sancho IV y Alfonso XI, que convirtieron el convento en residencia y oratorio regio, y recibió incluso privilegios papales, de los pontífices Gregorio IX y Alejandro III.
Las labores de construcción de la nueva iglesia fueron iniciadas en el siglo XIV y no concluyeron hasta el siglo XVI. En 1514, bajo el patronazgo de los Rojas, marqueses de Poza y señores de Monzón, que deseaban ser enterrados aquí, se demolió la primitiva capilla mayor para construirse la actual, obra que quedó concluida en 1534. La iglesia fue consagrada el 7 de abril de ese año.
El templo fue ocupado por las tropas francesas durante la Guerra de la Independencia Española, que lo destinaron a hospital militar y presidio. Posteriormente, en 1835, la Desamortización lo puso en manos del Estado, perdiendo parte de su anterior esplendor. La comunidad dominicana regresó en 1844. En 1957 los dominicos ocuparon un edificio anejo a la iglesia, diseñado por Jacobo Romero en 1920 y que hasta aquel año acogía los juzgados y la Audiencia Provincial de Palencia, pasando a destinarlo a residencia y noviciado de la orden. 
La iglesia fue declarada Monumento Histórico-Artístico Nacional por decreto de 3 de junio de 1931. Es asimismo Bien de Interés Cultural (BIC).

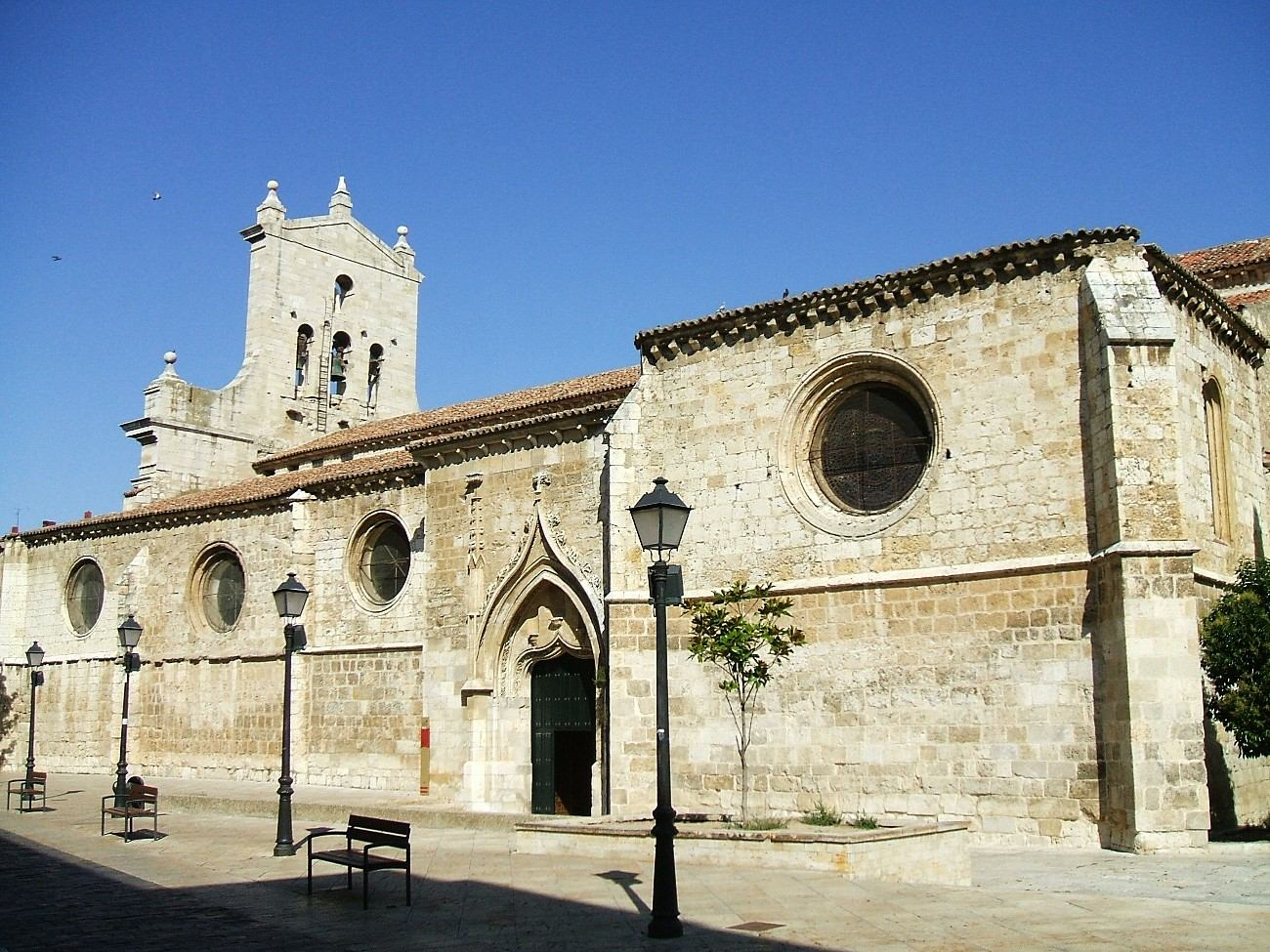
Fachada meridional

## Descripción de la iglesia
Se trata de un templo de tres naves, más elevada la central, separadas por pilares compuestos, con capillas laterales en la nave de la Epístola. El eje longitudinal en la nave central mide 72,15 m. Las dos naves laterales se rematan en su cabecera con capillas absidiales de planta cuadrada, que son precisamente los únicos restos que quedan de la primitiva iglesia del siglo XIII, mientras que la nave central la cierra un ábside muy desarrollado en altura y anchura, cumpliendo la función de capilla mayor. Las bóvedas son de crucería con combados en la nave central, de crucería simple en las naves laterales, y de crucería estrellada en la capilla mayor.

### Fábrica exterior
El exterior es austero, con ornamentación escasa y sencilla. Sus elementos más representativos son el robusto ábside y la fachada principal con su característica espadaña, una de las siluetas familiares de Palencia. 
La capilla mayor presenta aspecto de fortaleza y por su altura contrasta enormemente con el resto del templo. Está reforzado con seis contrafuertes, que rematan pináculos circulares, y coronado por una balaustrada. En su parte superior cuelgan varias gárgolas, algunas muy deterioradas. En sus lados se abren tres ventanales renacentistas y numerosos escudos nobiliarios.
Frente al ábside, en la calle ajardinada, se yergue una escultura del santo fundador, obra del artista Mariano Timón, en la que se recuerda a santo Domingo como alumno y maestro de la Universidad de Palencia. 

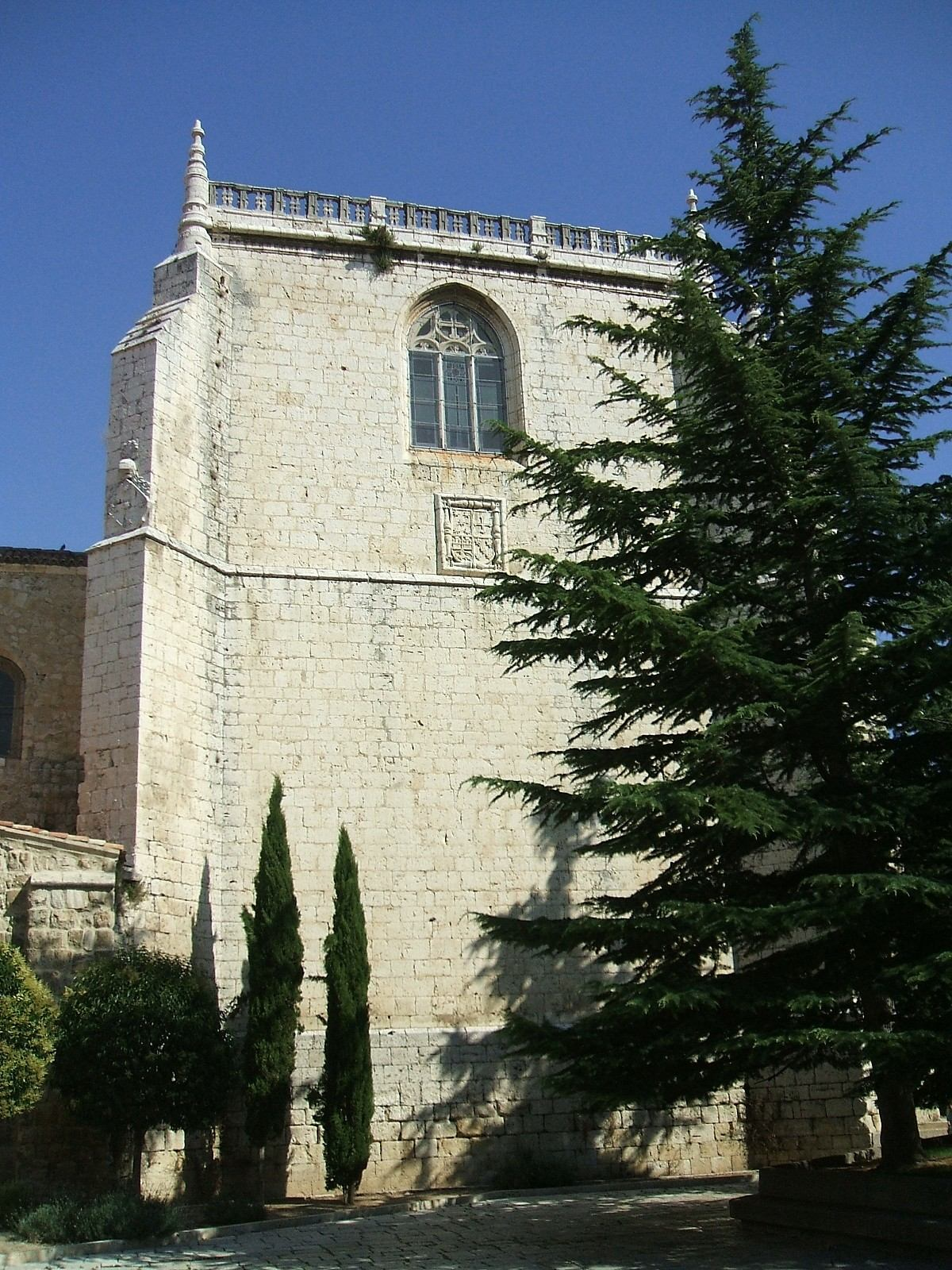
Ábside de la capilla Mayor

La fachada principal, situada a poniente, fue levantada en el siglo XVIII en estilo Neoclásico por el arquitecto Manuel Turillo. Su altura máxima es de 30 m. Una disposición tetrástila de pilastras de orden toscano divide en tres calles el cuerpo principal, en cada una de las cuales se abre una puerta de arco adintelado. El cuerpo superior lo ocupa por entero la gran espadaña, formada por tres troneras de medio punto que alojan las campanas y una tercera en la parte superior que cobija una imagen de la Virgen de Fátima. El conjunto lo completan sendos aletones de escaso desarrollo y un frontón triangular, todo él rematado por cuatro bolas y, coronándolo, un pináculo.
En la nave de la Epístola (sur) se abre una portada tardogótica de finales del XV o principios del XVI con arcos conopiales en intradós y trasdós, que flanquean pilastras aciculares. Sus arquivoltas están decoradas con motivos vegetales, cabezas humanas y diversos animales imaginarios y monstruosos. El trasdós presenta cenefa de cardinas y remate en cogollo. En el tímpaño se observan tres pequeñas hornacinas vacías de los bultos que debieron contener. Toda la nave recayente a esta parte del edificio presenta ventanales en forma de óculos y filas de canecillos lisos sosteniendo el alero.

### Capilla Mayor
De mayor altura que la nave central, a la que da remate, y de planta hexagonal, fue, como se explicó arriba, patrocinada por la familia Rojas y acoge los elementos de mayor interés artístico y arquitectónico del templo: el retablo mayor, los sepulcros de los marqueses, la bóveda de crucería estrellada, apoyada en dos de los lienzos sobre trompas radiales, y parte de la sillería del coro, del siglo XVI. El espacio se cierra con una reja que rematan un Calvario, sendas imágenes de Santo Domingo y Santo Tomás, y los escudos nobiliarios de los Rojas. Forjada en el siglo XVI por Juan Bautista Celma, es obra muy notable.
En la capilla mayor de la iglesia recibieron sepultura Nuño González de Lara "el Bueno", señor de la Casa de Lara, y su esposa Teresa Alfonso, descendiente del rey Alfonso IX de León.

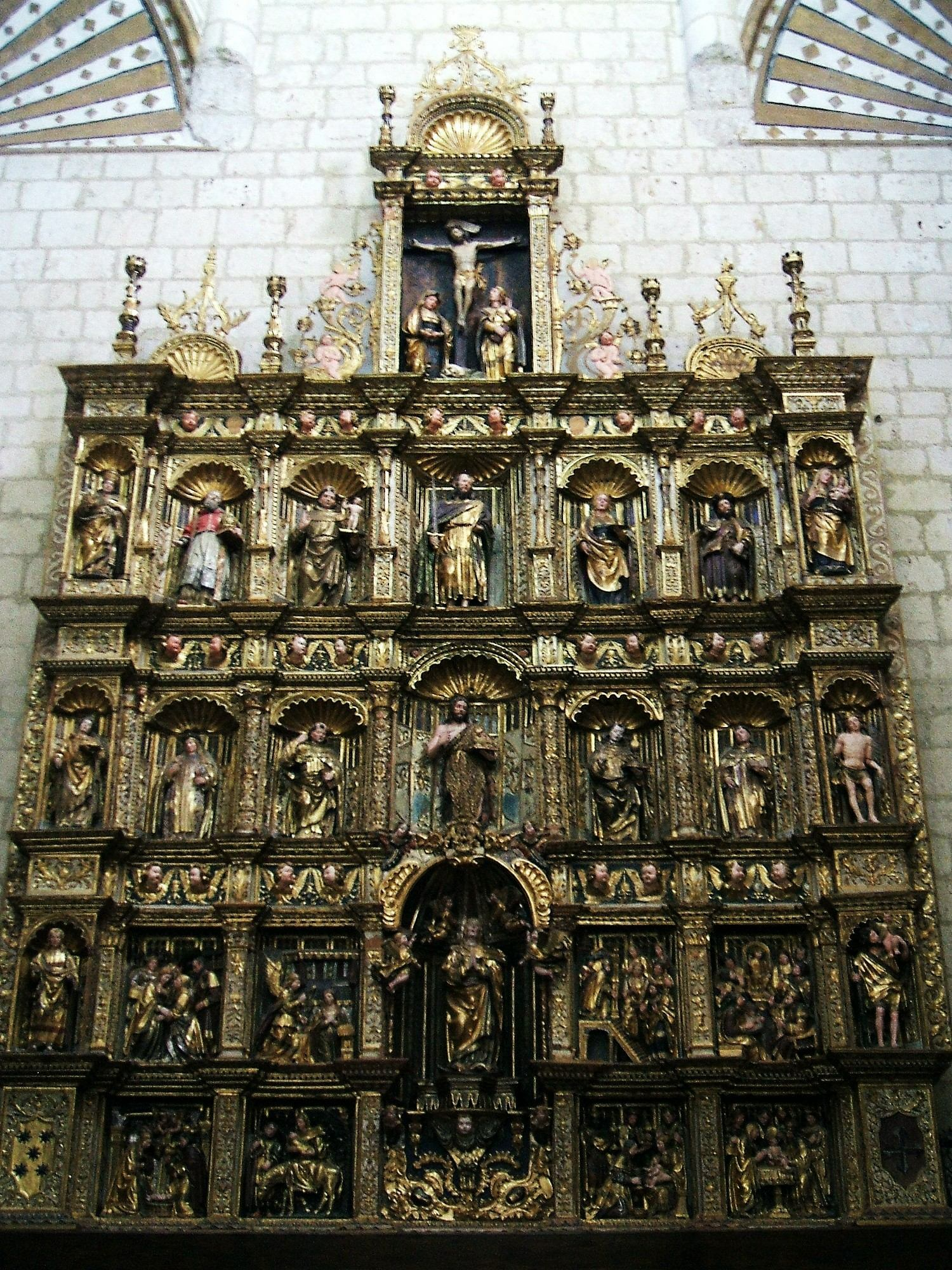
Retablo plateresco de la capilla Mayor

#### Retablo mayor
El retablo mayor, que recuerda por su magnificencia al mayor de la Catedral de Palencia, es una obra plateresca del siglo XVI y suele atribuirse a Felipe Vigarny y su escuela. La mazonería se divide en tres cuerpos, más un banco o predela y ático, y siete calles. Esta disposición genera numerosos compartimentos que ocupan diez grupos escultóricos, ocho de ellos en relieve y marco cuadrado, y dieciséis esculturas exentas colocadas en hornacinas aveneradas. Los espacios están separados por columnillas, pilastras y estípites, y por frisos decorados con cabezas de querubines. 
En el banco se muestran cuatro escenas de la vida de Cristo (la Natividad, la Huida a Egipto, la Epifanía y la Circuncisión), con dos escudos heráldicos en los extremos, uno de los Rojas y el otro de la Orden dominicana. El primer cuerpo se compone de las imágenes de San Juan Evangelista y San Cristóbal, y de los relieves de la Anunciación, la Visitación, la Presentación y Jesús entre los doctores; la calle central la ocupa una talla de la Asunción de María, rodeada de cuatro ángeles y apoyada en un basamento que invade la predela. El segundo cuerpo alberga siete imágenes exentas: San Antolín, Santa Catalina de Siena, San Pío V, Santo Domingo de Guzmán, Santo Tomás de Aquino, San Sebastián y, en la calle central, San Juan Bautista. En el tercer cuerpo aparecen San Gregorio, San Pablo, Santa Lucía, Santiago y Santa Ana con la Virgen niña. En el ático, un Calvario, a modo de prolongación de la calle central, con imágenes del Crucificado, la Virgen y San Juan.

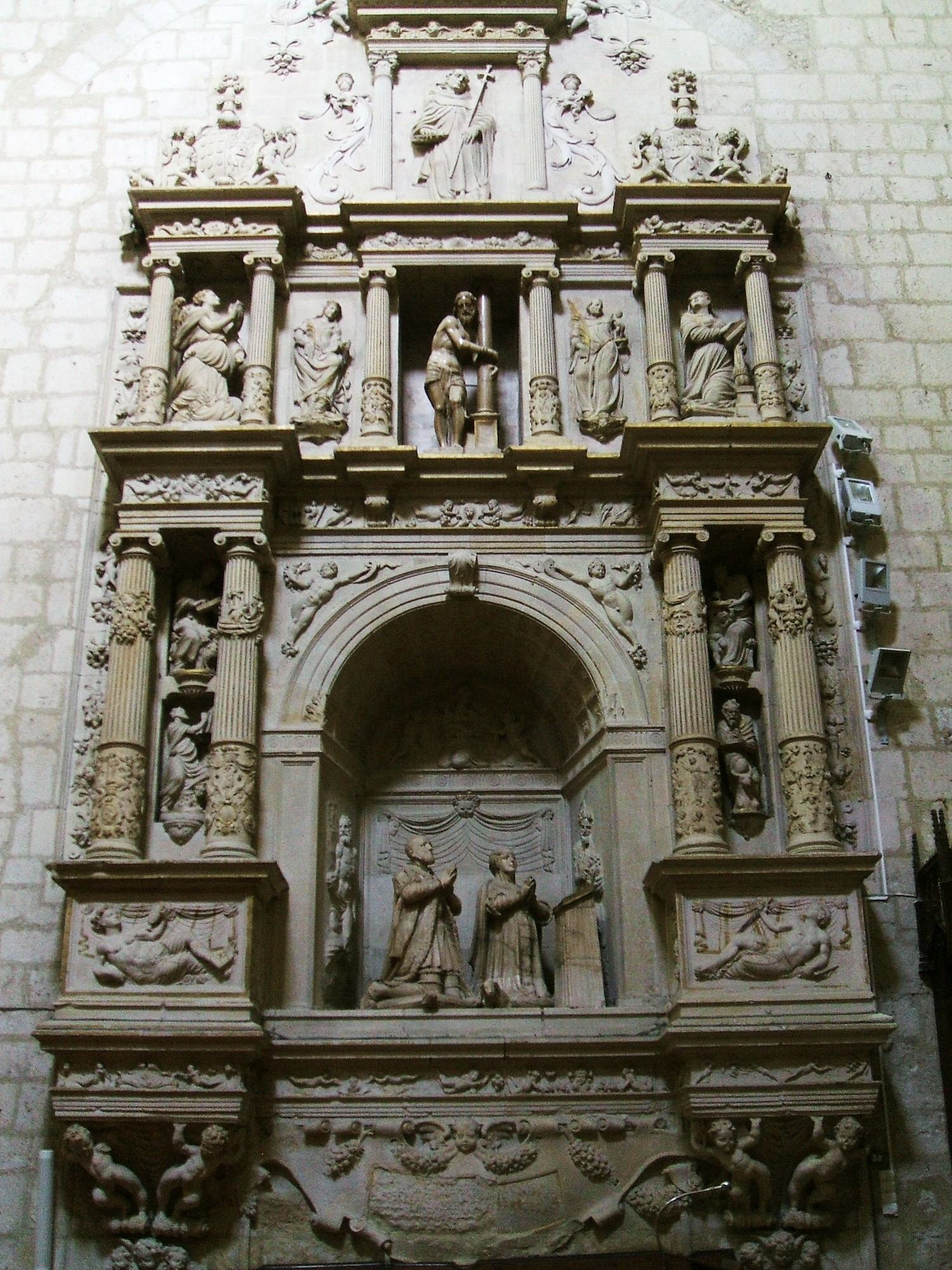
Mausoleo de los primeros Marqueses de Poza

#### Sepulcros de los marqueses de Poza
En la pared lateral izquierda de la capilla mayor se ubica el suntuoso mausoleo de Juan de Rojas y María Sarmiento, primeros marqueses de Poza. Es obra probable de Francisco Giralte, quien la terminó en 1557, y en el pasado fue atribuida erróneamente al escultor Alonso Berruguete, maestro del anterior. 
El monumento funerario se dispone a modo de monumental retablo, articulándose en dos cuerpos con columnas de orden jónico, más el ático con columnas de orden corintio. El primer cuerpo se adorna con relieves alegóricos de la Castidad y la Justicia, sobre los que se muestran, en el intercolumnio, las imágenes de los cuatro Evangelistas. En la calle central, bajo arcosolio de medio punto casetonado, aparecen las estatuas orantes de los marqueses. En el cuerpo superior encontramos las esculturas del Arcángel San Gabriel, Santa Catalina, Cristo atado a la columna, San Antonio de Padua y la Virgen María. En el ático, Santo Domingo de Guzmán y el Padre Eterno, con los escudos nobiliarios de los sepultados.
En el lateral derecho, frente al anterior, se halla el sepulcro clasicista de Francisco de Rojas y Francisca Enríquez de Cabrera, terceros marqueses de Poza, realizado en torno a 1612 por artistas de la escuela del escultor italiano Pompeyo Leoni, a quien durante mucho tiempo se atribuyó erróneamente la obra. Se sabe documentalmente que Alonso de Vallejo contrató esta obra, pero murió en mitad de su realización. Continuaron el trabajo Antonio de Riera, Cristóbal y Francisco Velázquez, Antonio de Arta y Juan de Muniátegui. Los marqueses aparecen retratados en pose orante.

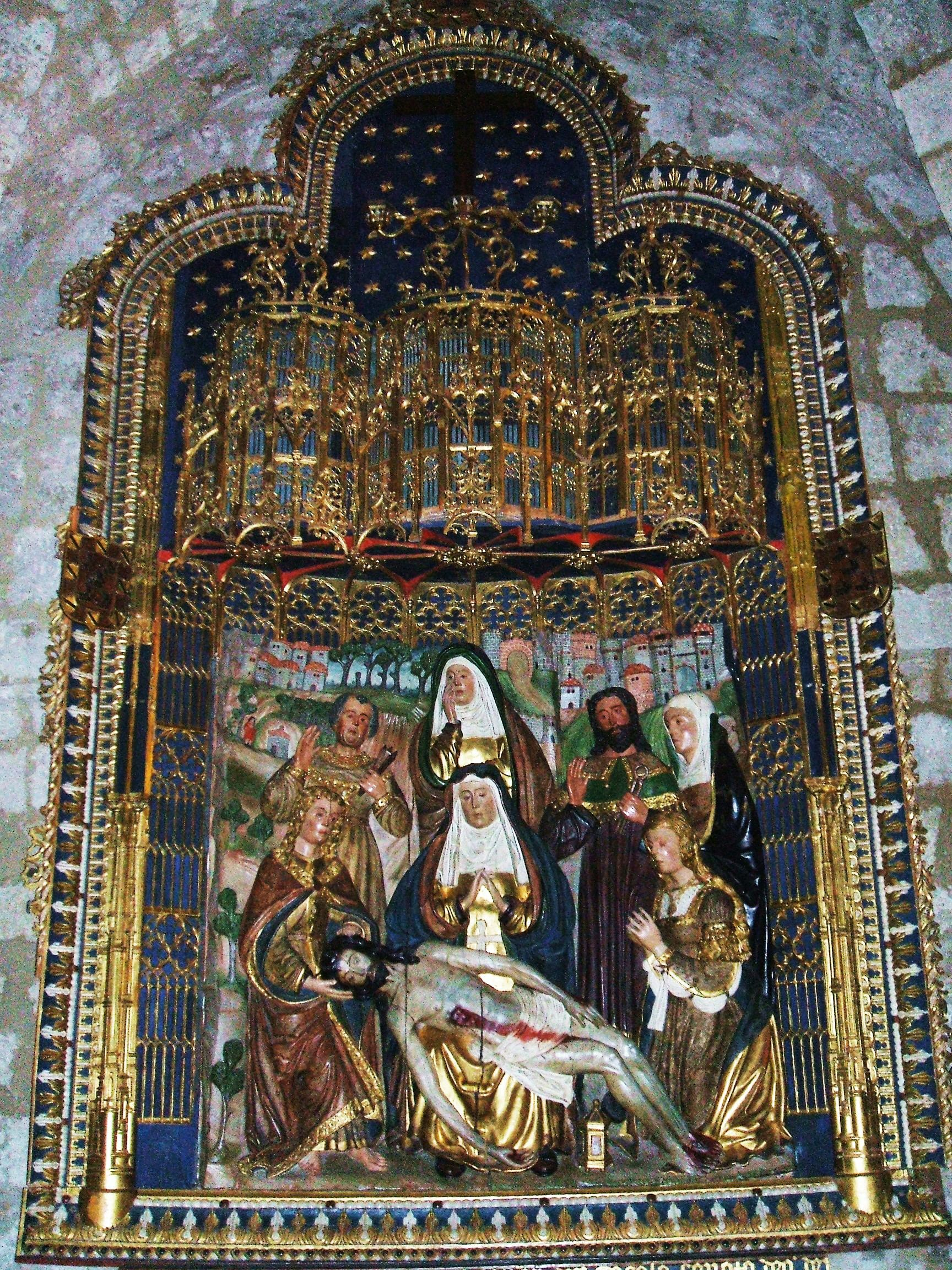
Retablo hispano-flamenco de la Piedad

### Capilla de la Piedad
Ocupando la primitiva cabecera de la nave de la Epístola, se encuentra la capilla de la Piedad, también de gran interés artístico. Contiene el sepulcro del deán Gonzalo Zapata, con bulto yacente bajo arco ojival, en cuyo frontal se aprecia su escudo de armas sostenido por ángeles. Pero el elemento más destacado de este espacio es el retablo de estilo gótico hispano-flamenco realizado hacia 1516 y atribuido a Felipe Vigarny. Preside esta obra el grupo de La Piedad, con figuras de gran relieve, doradas y policromadas, coronado por un rico doselete. En la escena participan, además de Jesús y María, San Juan, Santa María Magdalena, José de Arimatea, Nicodemo, María Salomé y la madre del apóstol Santiago el Mayor.
Posee también esta capilla dos rejas góticas de finales del XV o principios del XVI.

### Otras capillas
El templo posee otras capillas laterales y devocionales, como la del Lignum Crucis, que acogen varios retablos y tallas de valor. En la nave de la Epístola se pueden ver varias de las imágenes que los padres Dominicos ceden a la cofradía de la Vera Cruz para que desfilen el Jueves Santo en la procesión de la Oración del Huerto y el Domingo de Resurrección.

## Galería

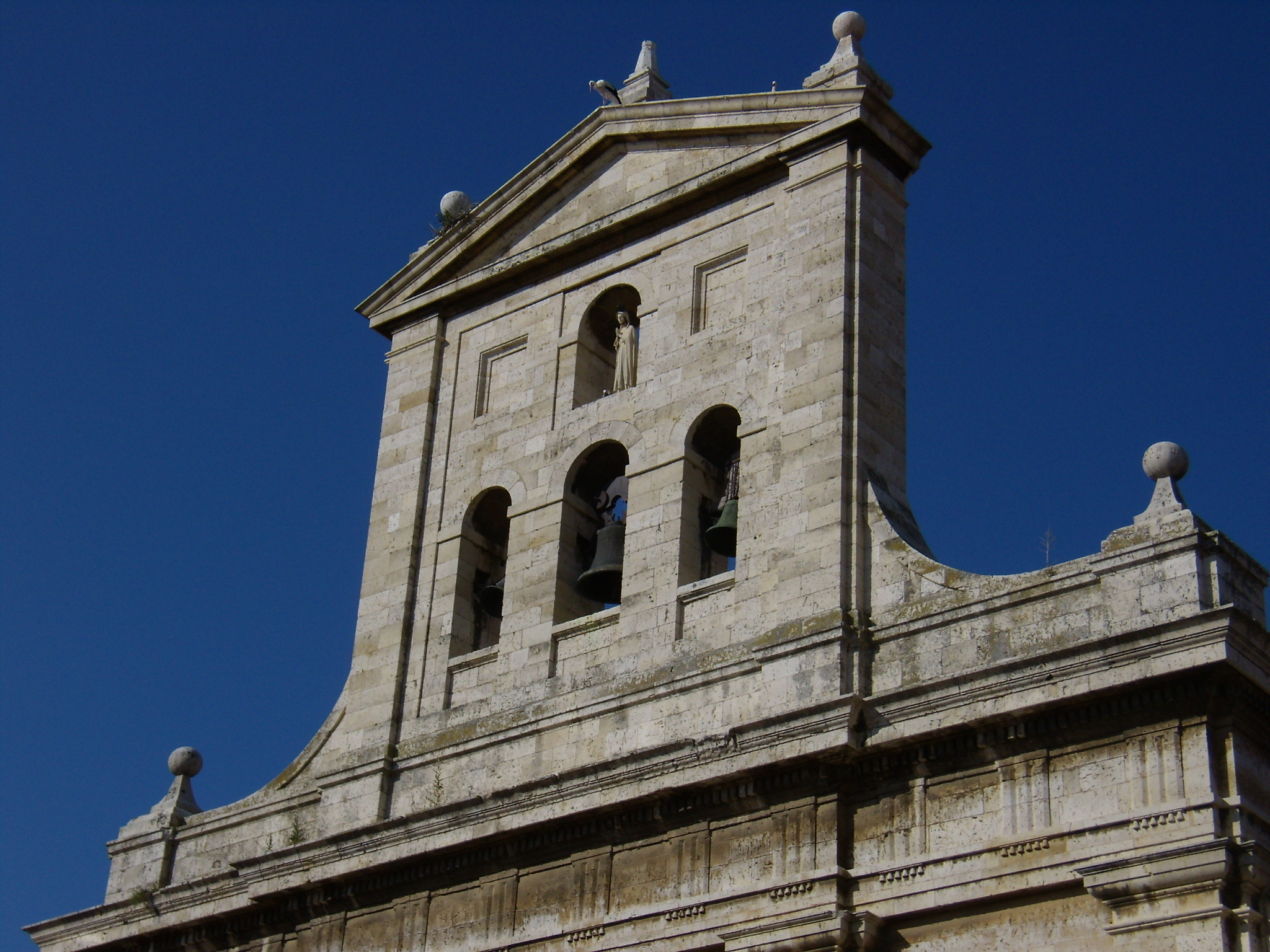
Espadaña de la fachada principal
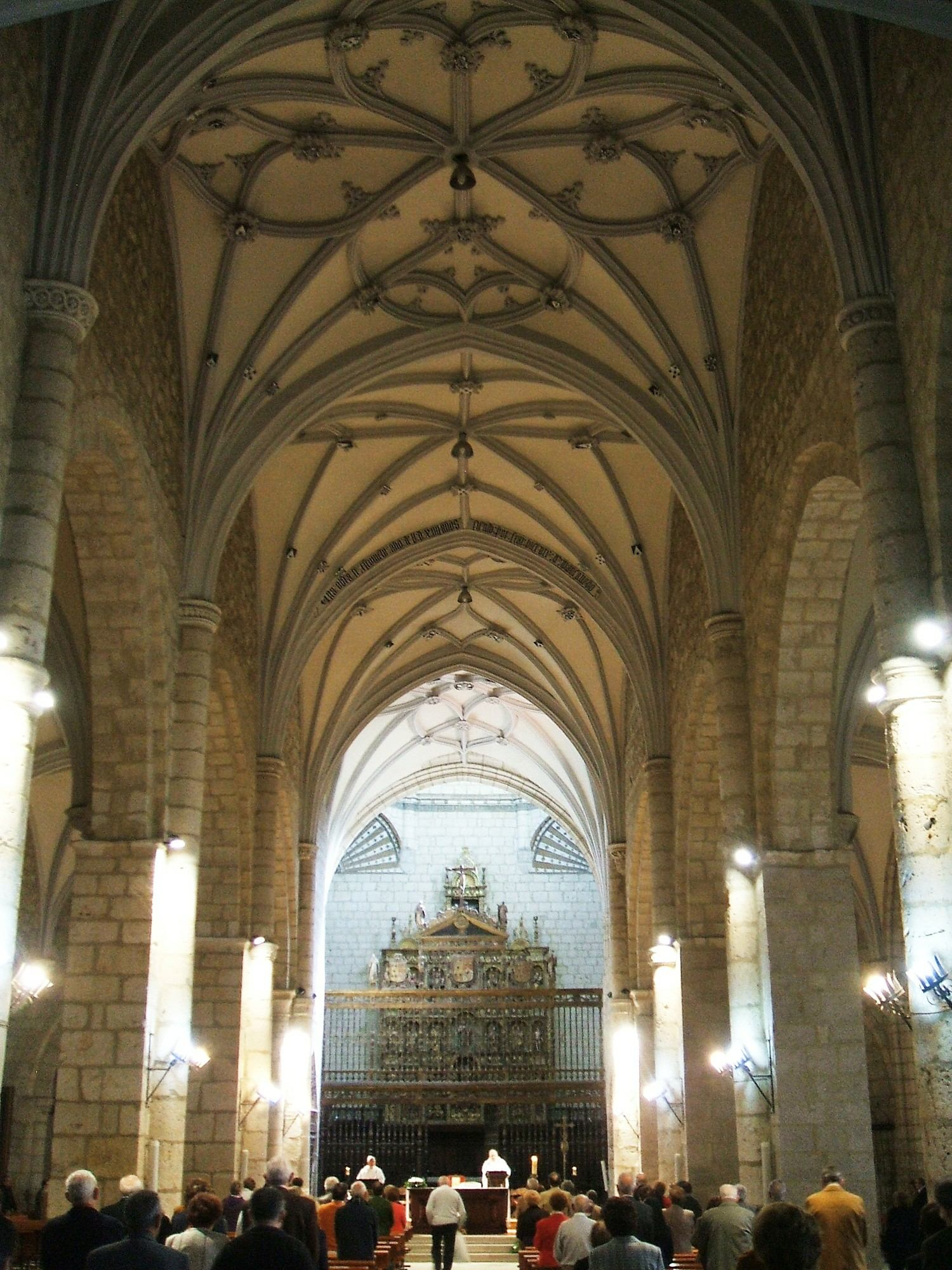
Nave central y cabecera
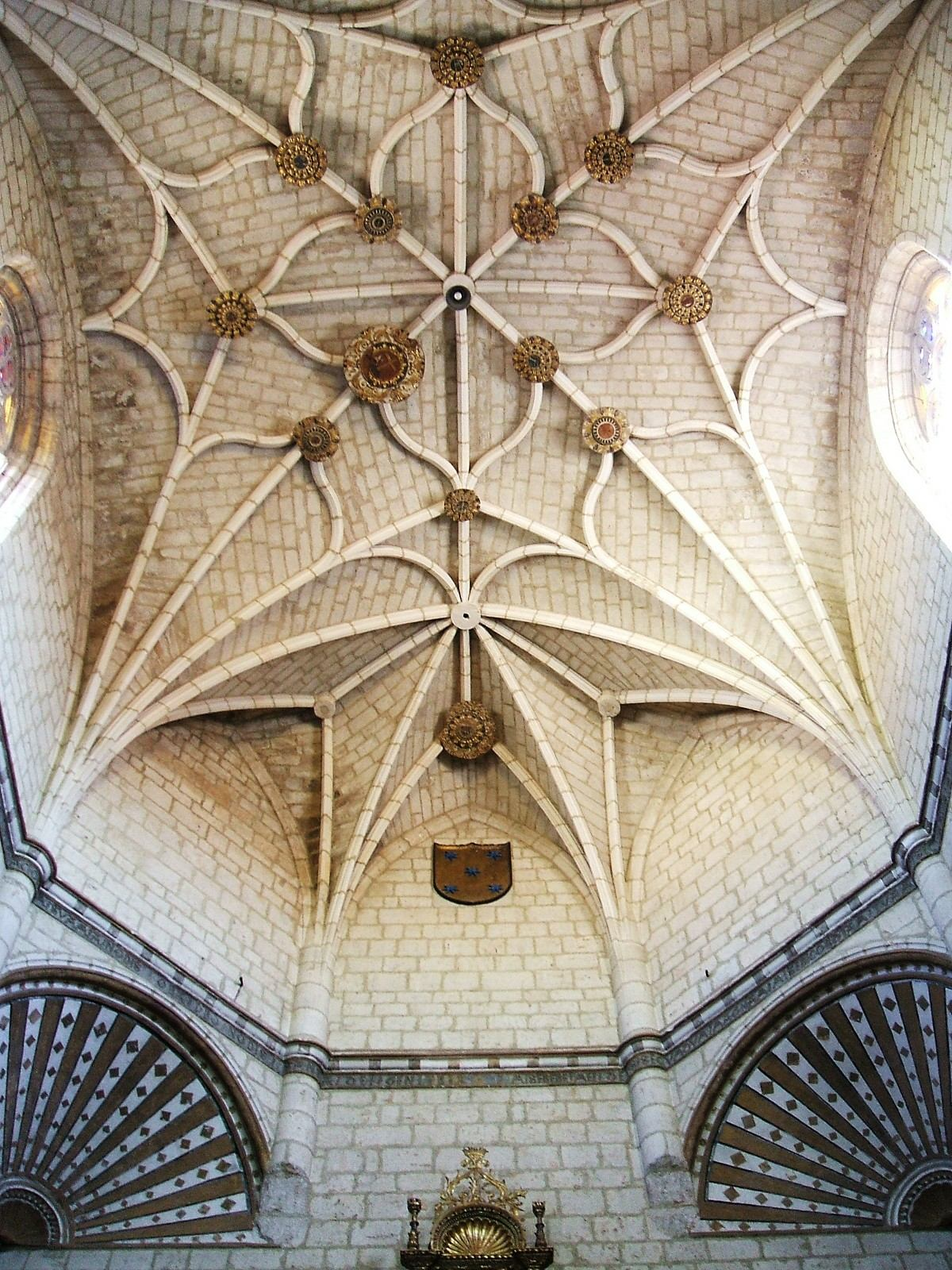
Bóveda estrellada de la Capilla Mayor
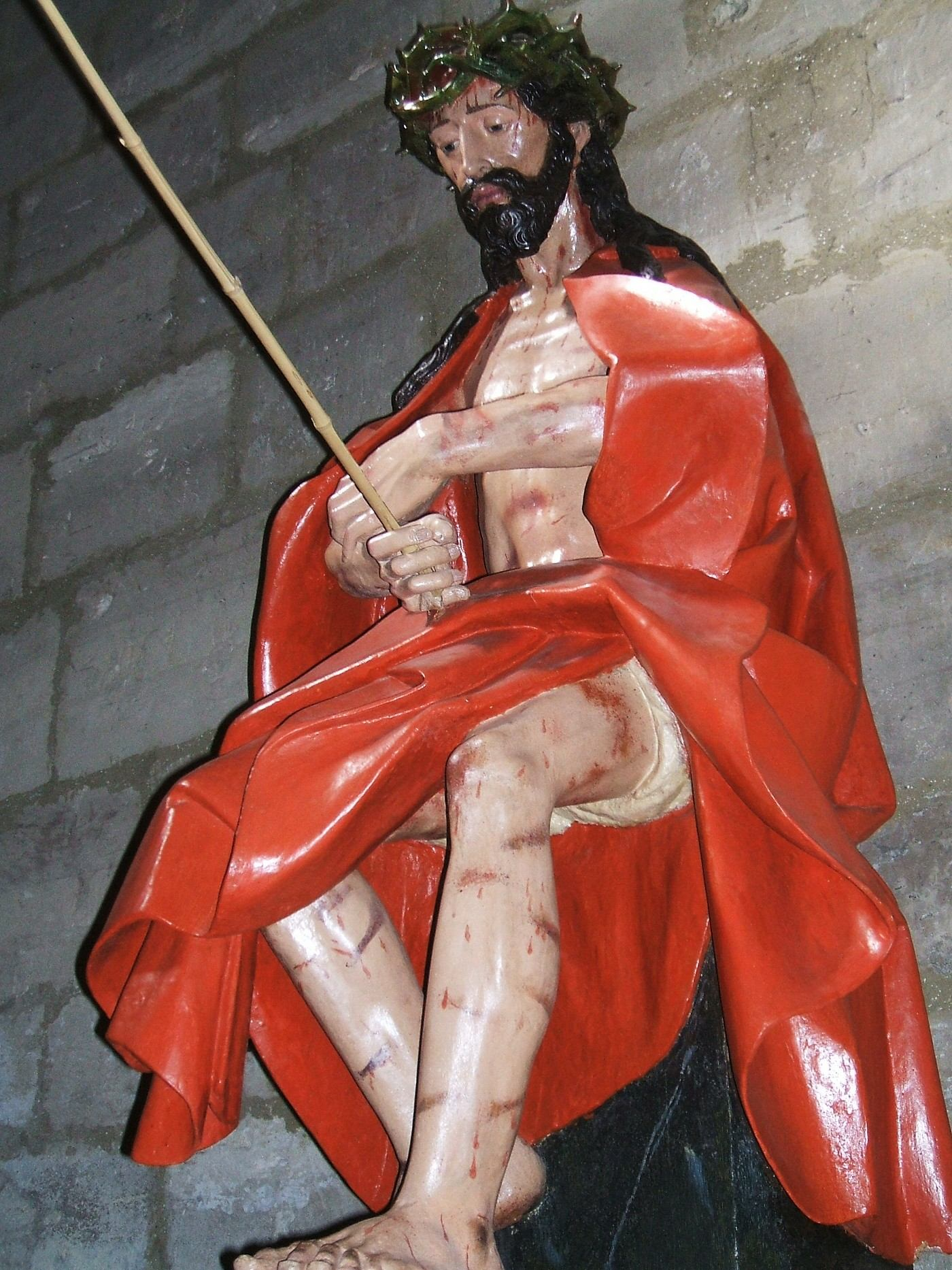
Talla de la Coronación de Espinas
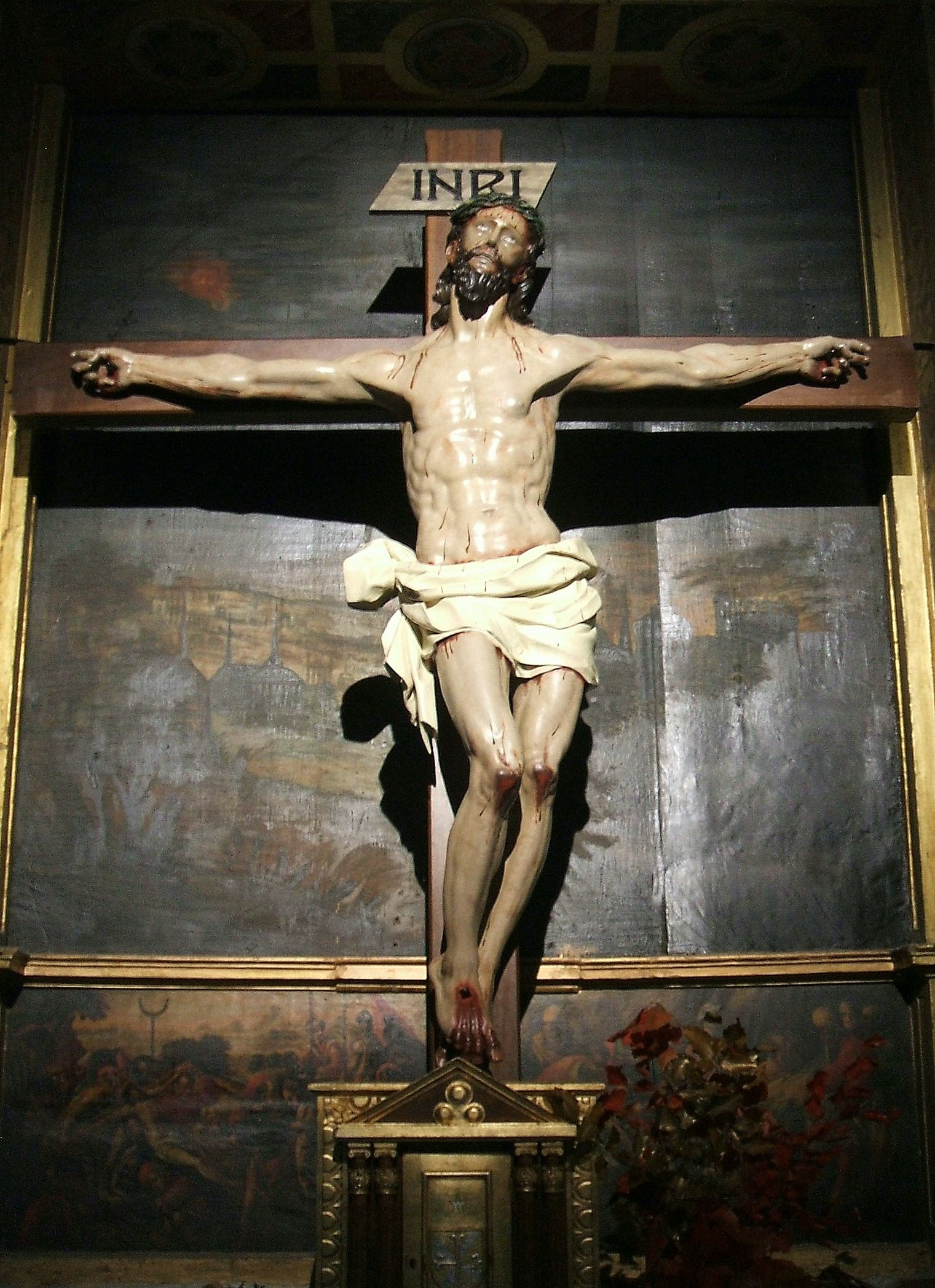
Crucificado